# Circuit Franco-Belge

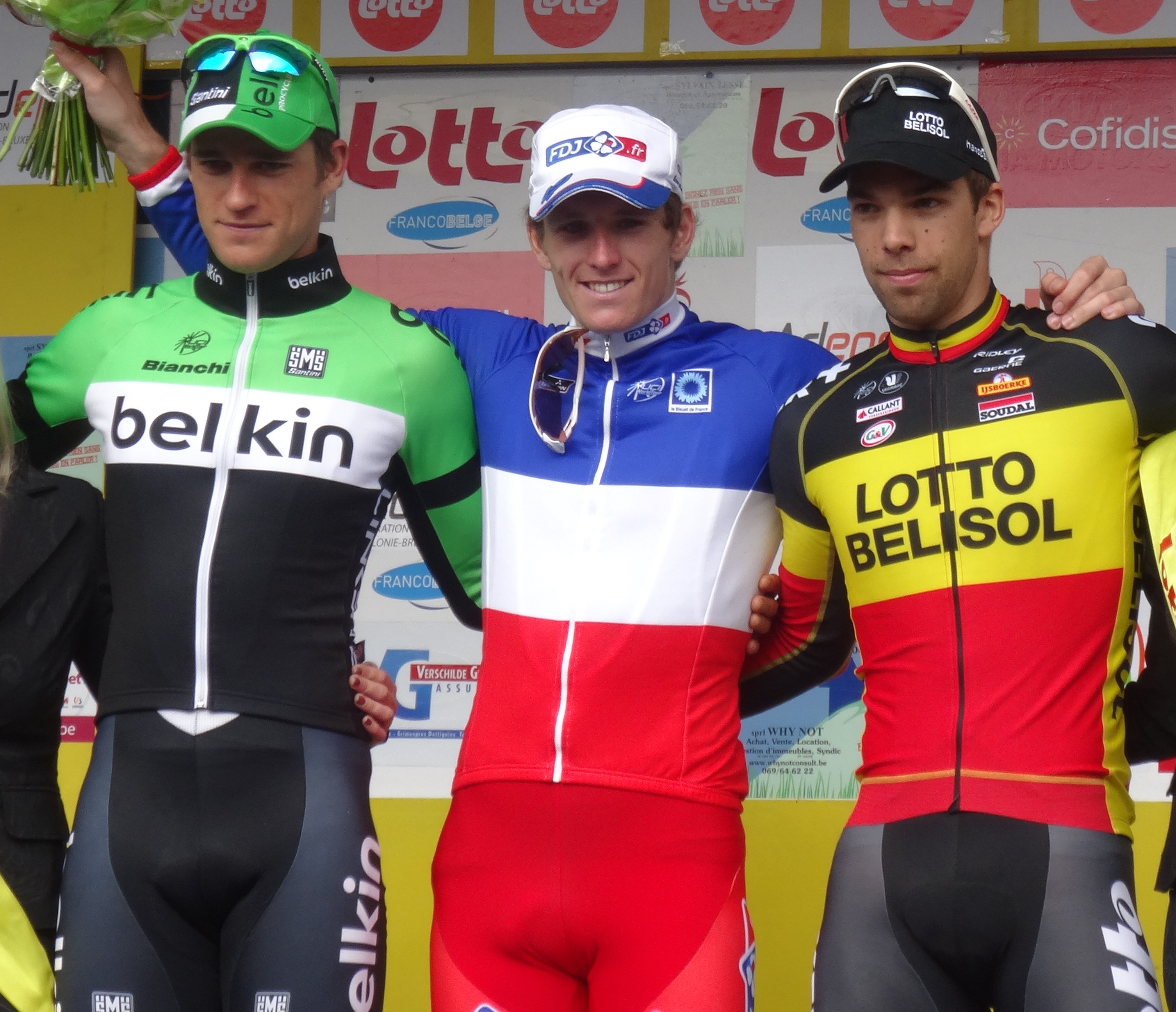
2014 : Theo Bos (3^{e}), Arnaud Démare (1^{e}) en Jens Debusschere (2^{e}).

De Circuit Franco-Belge (voor 2011 ook bekend als Circuit Franco-Belge, in 2011 Tour de Wallonie-Picarde, tot 2022 als Eurométropole Tour) is een eendaagse wielerwedstrijd in België en Frankrijk en was voorheen traditioneel de laatste rittenwedstrijd van het wielerseizoen op Belgische bodem. De Franco-Belge werd voor het eerst georganiseerd in 1924 en staat begin oktober op het programma. Sinds 2005 maakt de wedstrijd deel uit van het Europese continentale circuit van de UCI, de UCI Europe Tour. De wedstrijd behoort sinds 2016 ook tot het regelmatigheidscriterium Napoleon Games Cycling Cup. Tot 2015 werd de koers verreden als etappekoers, sinds 2016 is het echter een eendaagse wielerwedstrijd met een classificatie van 1.HC.
De meeste in de meerdaagse versie waren vlak en eindigden over het algemeen in een massasprint. Hierdoor waren verschillen in het algemeen klassement zelden groot. Marco Zanotti won in 2005 met slechts 3 seconden voorsprong op nummer twee Jimmy Casper, die op zijn beurt slechts één seconde voorsprong had op nummer drie Sébastien Hinault. In 2006 was het verschil iets groter: winnaar Kevin Van Impe had 13 seconden voorsprong op nummer twee Danilo Hondo en 15 op nummer drie Olivier Kaisen. In 2007 won Gert Steegmans met 4 seconden voorsprong op Mark Cavendish en 14 seconden op Philippe Gilbert.

## Lijst van winnaars

### Meervoudige winnaars
| Overwinningen | Renner                | Land        | Jaren       |
| ------------- | --------------------- | ----------- | ----------- |
| 2             | Julien Vervaecke      | België      | 1925 + 1926 |
| 2             | Alfons Ghesquiere     | België      | 1928 + 1929 |
| 2             | Cyriel Van Overberghe | België      | 1934 + 1935 |
| 2             | Georges Dequesne      | België      | 1956 + 1959 |
| 2             | Benno Wiss            | Zwitserland | 1983 + 1984 |
| 2             | Robbie McEwen         | Australië   | 2002 + 2011 |

### Overwinningen per land
| Overwinningen | Land                                             |
| ------------- | ------------------------------------------------ |
| 47            | België                                           |
| 9             | Frankrijk                                        |
| 4             | Nederland, Verenigd Koninkrijk, Zwitserland      |
| 3             | Denemarken                                       |
| 2             | Australië, Duitsland, Italië, Letland, Noorwegen |
| 1             | Eritrea, Sovjet-Unie, Spanje, Verenigde Staten   |